# Akrar
Akrar vagy Agrar (dánul: Øgrum) település Feröer Suðuroy nevű szigetén. Közigazgatásilag Sumba községhez tartozik.

## Földrajz
A falu a Vágs-fjord déli oldalán, a Lopransfjørður északi bejáratánál fekszik, Suðuroy keleti partján. Szép kilátás nyílik innen a szomszédos településekre és tengeröblökre.

## Történelem
A települést 1817-ben alapították.

## Népesség
| Év              | Lakosság |
| --------------- | -------- |
| 1986. január 1. | 38       |
| 1991. január 1. | 33       |
| 1996. január 1. | 37       |
| 2001. január 1. | 28       |
| 2006. január 1. | 28       |

## Közlekedés
A falu közúton egyetlen irányból, Lopra felől közelíthető meg. Autóbuszjárata nincsen, a legközelebbi megálló Loprában található.

## Személyek
- Itt született Poul Johannes Midjord (1823-1908), költő[8]